# Alpha Networks
Alpha Networks Inc. mit Sitz in Hsinchu, Taiwan ist eine Aktiengesellschaft, die Hardware für Computernetzwerke entwickelt, produziert und vertreibt. Zu den Produkten des Unternehmens gehören Ethernet LAN (Local Area Network) Adapter, Switches, ADSL Modems und Router, Wireless-LAN-Adapter und Access Points. Die Aktien des Unternehmens werden an der Taiwan Stock Exchange gehandelt.
Alpha Networks arbeitet für weltweite Kunden als Auftragsfertiger, der deren Entwicklungen in deren Auftrag produziert. So lässt etwa das Unternehmen Extreme Networks von Alpha Networks seine A-Serie, B-Serie, C-Serie, G-Serie, D-Serie, I-Serie und 800er-Serie fertigen.
Gegründet wurde Alpha Networks im August 2003 als Ausgründung aus der D-Link Corporation mit einem Kapital von 2 Milliarden NT$.
2015 betrug der Umsatz der Gesellschaft 22,955 Mrd. NT$.

## Standorte
Alpha Networks unterhält Fabriken am Stammsitz in Hsinchu, Taiwan, sowie in der Volksrepublik China in Dongguan, Provinz Guangdong und Changshu, Provinz Jiangsu. Forschung und Entwicklung betreibt das Unternehmen in Taiwan am Stammsitz in Hsinchu und in der Hauptstadt Taipei, in China in Chengdu und in den USA in Irvine, Kalifornien.